# رقمة سميكة الأوراق
الرقمة سميكة الأوراق (باللاتينية: Erodium crassifolium) نوع نباتي يتبع جنس الرقمة من الفصيلة الغرنوقية.

## الموئل والانتشار
موطنها بلاد الشام ومصر والمغرب العربي وقبرص وكريت.

## مرادفات للاسم العلمي
- (باللاتينية: Erodium hirtum Willd.)